# Henri-Gédéon Daloz
Pour les articles homonymes, voir Daloz.
Henri Gédéon Daloz, né à Dijon le 10 février 1861 d'un père menuisier et d'une mère, Jeanne Priquet, piqueuse de cuir, originaire de Gray, et mort à Montbard le 2 novembre 1941, est un photographe, aquarelliste et artiste peintre français.

## Biographie
Vers 1879, Henri Daloz entre à l'École des beaux-arts de Dijon. Il est sans doute déjà intéressé par la photographie. Entre 1880 et 1887, il expose au Salon de Dijon. Il publie certaines de ses œuvres peintes au format carte postale. Il continue à peindre toute sa vie, pour des décors de fêtes municipales notamment. Parmi ses dernières œuvres connues, son autoportrait est conservé dans les réserves du musée Buffon de Montbard.    
Henri-Gédéron Daloz réside au 47 rue Edme Piot à Montbard mais c'est sur l'actuelle place Gambetta que stationnait sa roulotte atelier. Peintre et aquarelliste, Daloz s’installe à Montbard comme photographe à partir de 1890 où il réalise de nombreux portraits de montbardois et des vues de la région qu'il édite sous forme de cartes postales dont certaines sont aujourd'hui exposées au MUCEM. 
En avril 1899, il épouse à Montbard Juliette Rayant, de Courcelles-lès-Montbard, de dix-neuf ans sa cadette. Ils auront sept enfants : Henri, Louis, René, Joanny, Emile, Aimé et Suzanne.
Dès 1898, Henri Daloz se spécialise dans la couverture des événements de la vie locale. Le 2 avril 1905, il couvre la cavalcade de Montbard et le 18 septembre de la même année, la visite des fouilles archéologiques d'Alésia par une réunion de savants prestigieux
Il couvre aussi les découvertes archéologiques comme les fouilles d’Alesia. Le 14 novembre 1907, il est élu membre et « dévoué collaborateur-photographe » de la Société des Sciences Historiques et Naturelles de Semur-en-Auxois et participe également aux travaux de la Société archéologique et biographique de Montbard avec notamment les travaux d'aménagement du premier musée de Montbard dans la Tour Saint-Louis. Dès 1910, il entre au conseil d'administration, reçoit divers dons pour le musée, et fait lui-même son premier don. En tant que peintre, il restaure certaines peintures en 1911.
En 1912, la reconnaissance de ses travaux lui vaut d'être élu conservateur-archiviste du musée de Montbard.
Il étend ses activités artistiques en illustrant des ouvrages touristiques et historiques sur la région.
Outre les honneurs de l'histoire locale, Henri-Gédéon Daloz obtint ceux de la nation. Pour son engagement dans l'enseignement par l'image, notamment auprès des sociétés d'apiculture, il est nommé dès 1909 chevalier du Souvenir Français, puis première classe dans le grade en 1910. En 1913, il est officier de l'Instruction Publique et fait mention sur  ses cartes postales de ces distinctions. Ses talents de photographe et de peintre lui valent également des distinctions à diverses expositions : médailles d'or aux expositions de Paris (1908), Lyon (1910) et Gand (exposition universelle de 1913) ; en 1910, il est récompensé à Montreux (Suisse). 
Nicolas Barbosa, photographe  installé  à Montbard, a pu acquérir une série de plaques photographiques originelles de Daloz et  effectuer des retirages de qualité des cartes postales de Daloz.  Le Musée-site Buffon de Montbard possède également un fonds important de plaques originelles.

## Distinctions
- Officier de l'Instruction publique (1913)